# Неделчев, Деян
Деян Ангелов Неделчев (род. 1964) — болгарский певец, эстрадный исполнитель и композитор. Победитель фестиваля «Золотой Орфей» 1993 года, где он исполнил песню «Посвящение». Деян — единственный болгарин, подписавший договор с компанией Polygram, которые выпустили его альбом «Grande Amore» в 1997 году. Записал 12 альбомов, большинство из них вместе с братом Бойко.

## Биография
Деян родился в городе Русе в 1964 году. Он начал петь, когда ему было 3 года. В 1979 году он выиграл свою первую награду — это случилось на фестивале для молодых талантов в Русе. В начале 80-х годов певец сотрудничал с несколькими коллективами как «2+1», «Хелиос» и «Херос». Вместе с ансамблем строительных войск Деян участвовал на молодёжном фестивале забавной песни в Софии. В 1989 году Деян записал свой лучший хит — песня «Любовь к любви». Этой песней он выиграл конкурс «Весна 1989». В 2007 году «Любовь к любви» выбрана в класацию «500 лучшие болгарские песни». В начале 90-х популярность исполнителя растет, он провел гастроли в СССР и участвовал на фестивале «Золотой Орфей». Музыкальная компания Балкантон издала сингл «Молитва к миру» в 1990 году.
Некоторое время Деян жил в Италии и пел в ночных клубах. Также записал альбом с итальянскими певцами Джани Нери и Массимо Маркони. В 1993 году выиграл Гран при на фестивале Золотой Орфей, исполнив песню «Посвящение». В 1994 Деян получил первую и вторую награду на тот же самом конкурсе. Деян Неделчев исполнял и начальную песню детской телепередачи «Как львы» (болг. «Като лъвовете»). В 1995 году выиграл вторую награду на конкурсе Голос Азии в Алматы. В 1996 вместе с братом Бойко участвовали во многих фестивалях и в конце года были выбранними дуэтом года в Болгарии.
В 1997 Деян подписал договор с компанией Polygram на 3 года. Лейбл выпустил его альбом «Grande Amore». Певец гастролировал по Египту на разных конкурсах и фестивалях. До сих пор Деян Неделчев единственный болгарин, подписавший договор с Polygram. В 2000 году Деян награждён на фестивале в Северной Корее. Потом пел в группах «Арт Студио Войн» и «БГ Рок». В 2002 Деян вместе с братом Бойко записали песню «От икебаны деревьям больно» (болг. «От икебана дървесата ги боли»). Благодаря этой песни Деяна часто называют прозвищем «Икебана».
С 2003 Деян живёт в Испании и работает в «Bee Gees show». В 2006 участвовал на болгарском Евровидении и достигнул полуфинала. В 2010 певец записал новый хит — «В лесу». Песня стала одним из самых известных хитов Неделчева. В 2012 выпустил свой последний альбом — «Старик» (болг. «Дъртака»). С конца 2013 Деян участвует в телепередаче «Следующий, пожалуйста» в роли Маэстро Икебаны.

## Дискография
- Поздрав от село Струма —макси сингъл — 1987
- Молитва к миру —с Маргарита Хранова и Орлин Горанов- 1990
- Деян Неделчев —макси сингъл — 1990
- Игра на любов —с Бойко Неделчев — 1991
- Любо влюбен —с Бойко Неделчев — 1992
- Най-доброто от Деян и Бойко Неделчеви (1987—1992) — 1992
- La mia musica —с Джани Нери и Масимо Маркони- 1993
- Обич-блян-посвещение —двоен албум-с Бойко Неделчев — 1993
- Обич за обич/най-доброто(87-93)— с Бойко Неделчев — 1993
- La Palestriade — макси сингъл-1993
- Най-доброто на Деян и Бойко Неделчев-(87-95) — 1995
- Атланта —с Ивелина Балчева,Илия Ангелов,Маргарита Хранова и Орлин Горанов — 1996
- Братя —най-доброто(1987—1993)- с Бйко Неделчев— 1996
- Блага вест —с Бойко Неделчев — 1997
- Grande Amore — 1998
- Големите — акси сингъл — 2001
- Колко си хубава, Господи! — 2002
- На теб — 2005
- Nessun Dorma — 2008
- Дъртака — 2012
- Да бъдеш—2015
- Не спирай-двоен албум - с Константин Джамбазов — 2019
- Минавам на червено-2019
- Летим отново- с Константин Джамбазов — 2022
- От бързея сълзите си ще взема-2022
- Имам си прекрасна държава-2025